# I’m Still in Love with You
I’m Still in Love with You – singel Seana Paula z gościnnym udziałem Sashy. Piosenka pochodzi z albumu Dutty Rock z 2002 roku.